# Сучжоуская вышивка

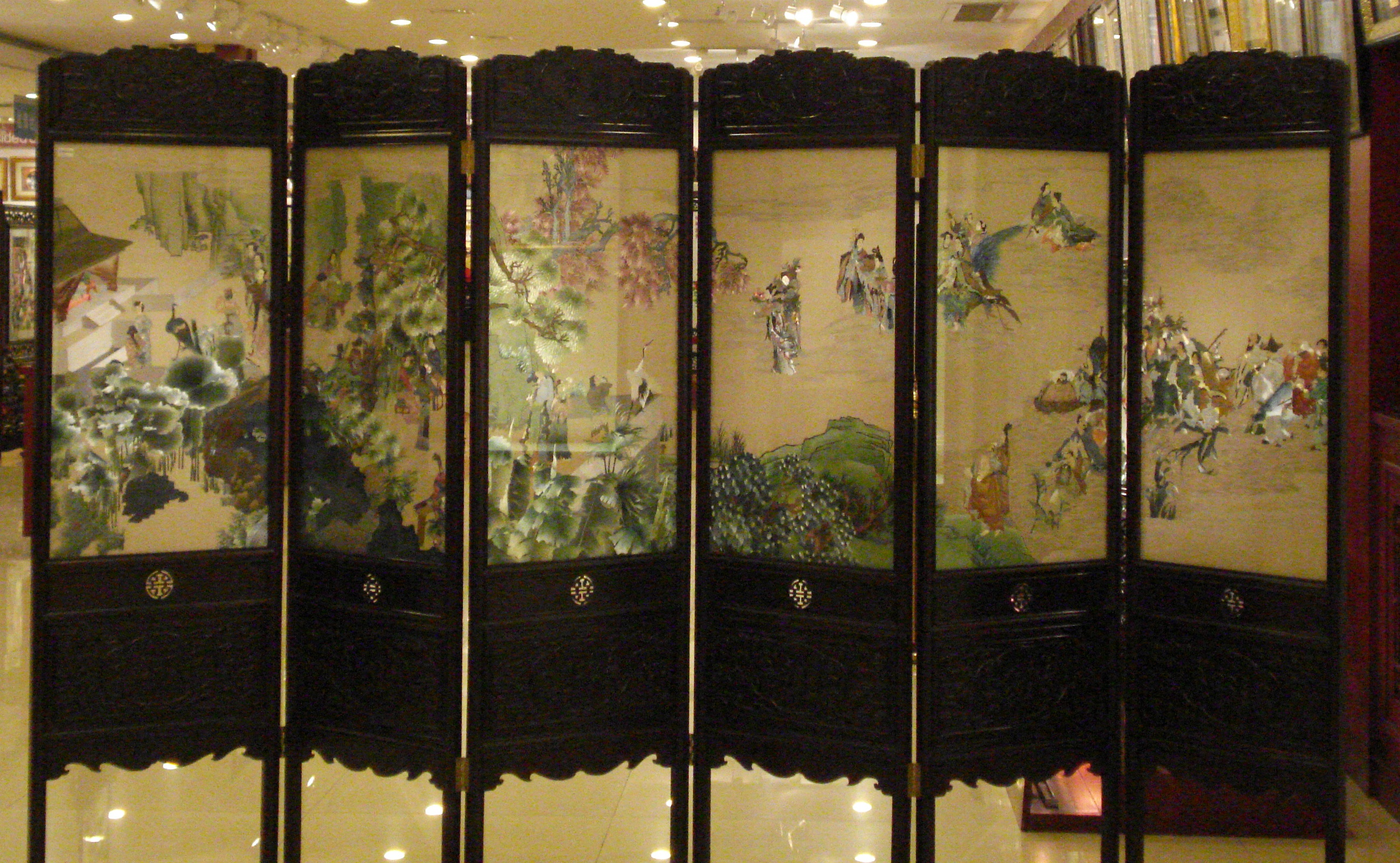
Ширма, украшенная сучжоуской вышивкой

Сучжоуская вышивка — традиционная китайская двусторонняя вышивка.

## История
Сучжоуская вышивка имеет более чем двухтысячелетнюю историю. Вышивка делается на полупрозрачном шелке. Узелки прячут так что обе стороны вышивки кажутся лицевыми.
Сегодня в китайской провинции Цзянсу в городе Сучжоу существует Институт шелковой вышивки. Принципы и техники за тысячелетия не изменились. Для вышивки используют только натуральные шелковые нити. В небольшом произведении можно найти до 80 оттенков разных цветов, в монументальных полотнах — тысячи. Нитки окрашиваются вручную специально под каждую картину.
Мотивы и сюжеты также в основном классические: животные, растения, рыбы, цветы. Все продумано и подчинено устоявшимся традиционным повериям. Так, например, изображение тигра — для защиты от сглаза, орхидеи — в знак верности.